# 孤獨星球
孤獨星球出版社（英語：Lonely Planet Publications）被認為是世界最大的私人旅遊指南出版社，由托尼·韋勒（Tony Wheeler、Maureen Wheeler）夫婦於1972年在澳洲維多利亞州墨尔本西郊的富兹克雷区（Footscray）創立。
其出版社出版的旅遊書籍就稱為《孤独星球》系列，歷史相當悠久，是第一個針對背包客撰寫的旅遊系列叢書，受到背包客及其他低開銷旅遊者廣大的迴響。至2004年，一共出版了650個主題，擴及118個国家，年銷售量達600萬本，約佔英文旅遊指南銷售量四分之一。

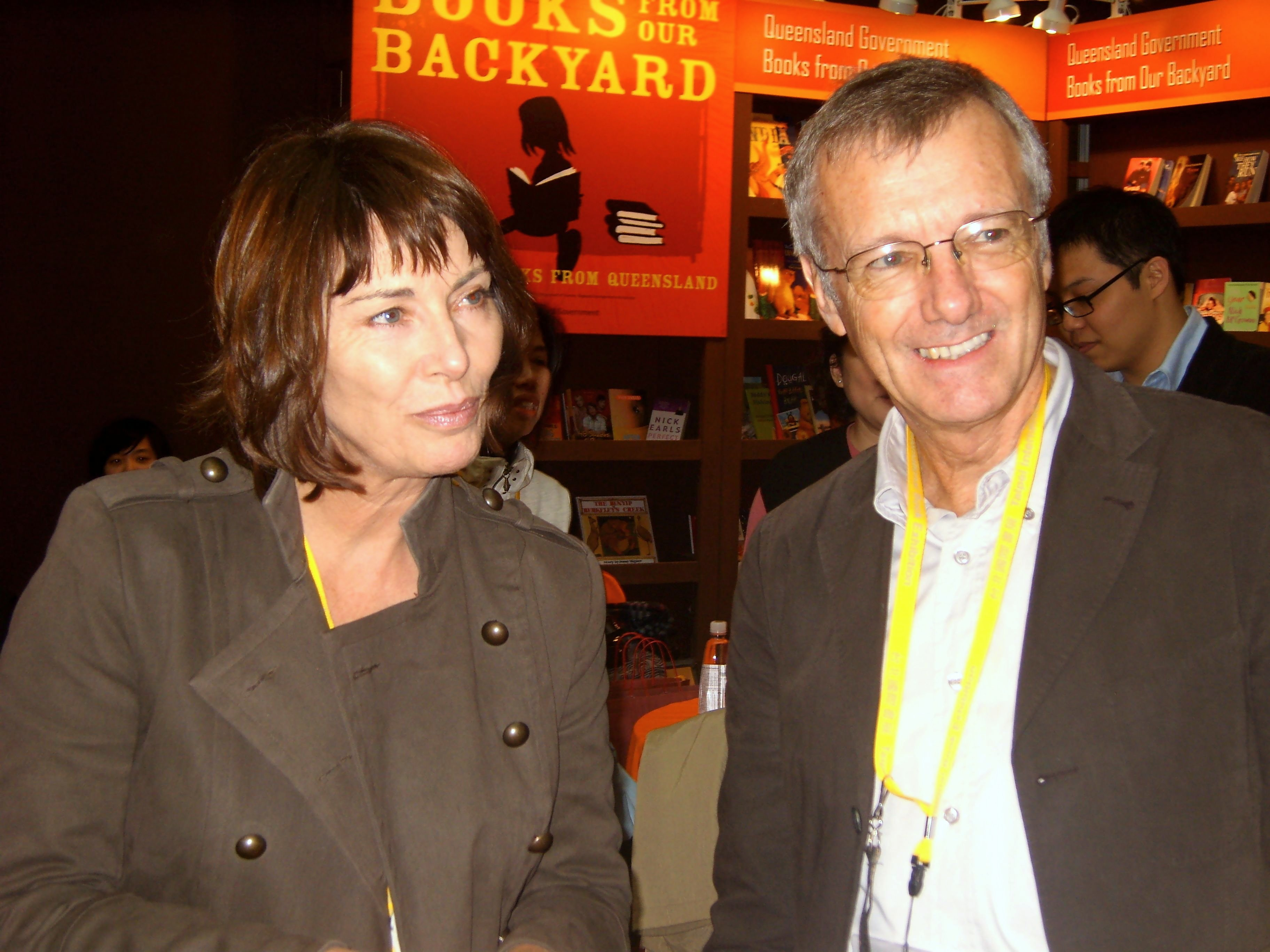
莫琳·韋勒（左）和東尼·韋勒（右）夫婦

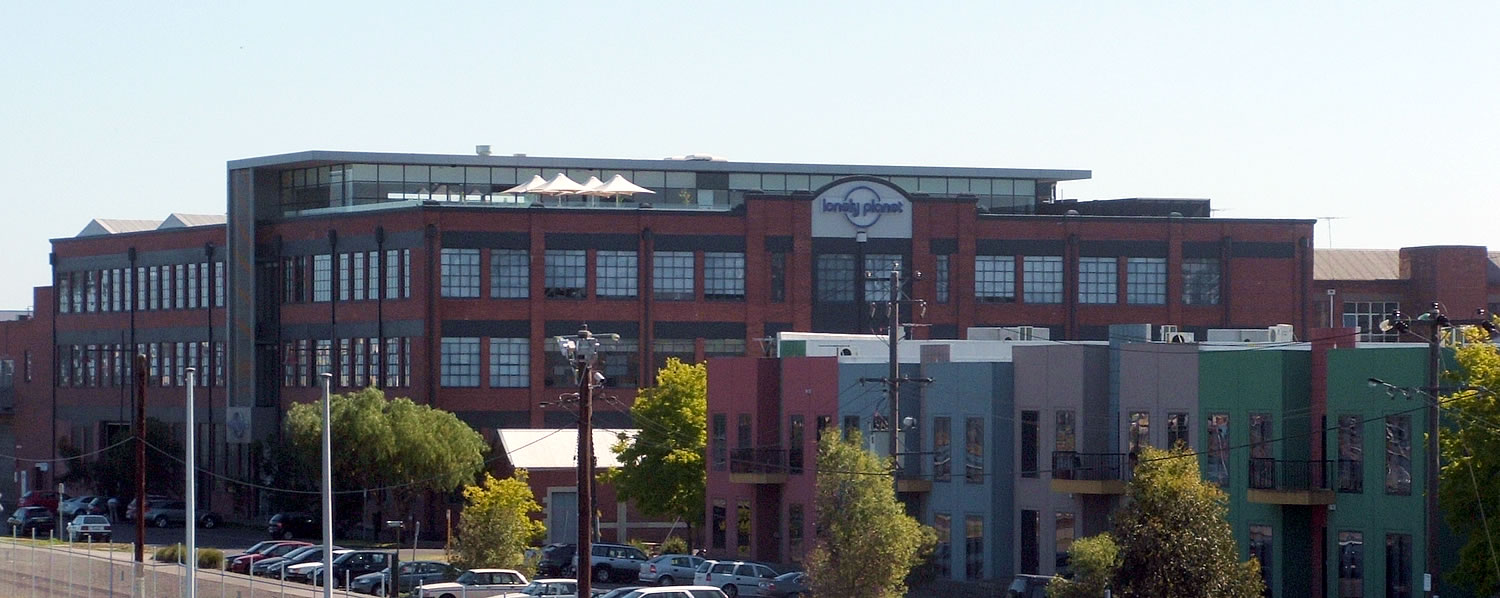
位於墨爾本馬里泌湳市的辦公大樓

孤獨星球另有一個电视节目製作公司「Lonely Planet Television」，目前已製作及發展四個節目：《Lonely Planet Six Degrees》、《The Sport Traveller》、《Going Bush》和《Vintage New Zealand》，另外還有一個正要出爐的節目《Bluelist Australia》。
此外，孤獨星球另有製作行動應用程式以提供遊人在地嚮導建議。
在中国大陆，孤独星球于2012年与中国地图出版社合作，推出中文旅行指南和旅行读物，以及《孤独星球》杂志中文版。2022年，《孤独星球》杂志中文版停刊；2024年，孤独星球宣布关闭中国办公室，停止更新中国区官方社交账号，暂不再出版新的中文指南书。

## 孤独星球的故事
《孤独星球》的开始是个十分偶然的故事，1970年10月才毕业不久的托尼·惠勒带着刚刚和他结婚的妻子购买了一辆100多英镑破的不能再破的汽车开始上路：他们决定用一年的时间横穿歐亞大陸。期间他們的车子在阿富汗时候被出售。当他们结束这次旅行的时候已经是在澳洲的土地上了。在后来的生活中有很多人询问着他们旅行的信息。所以他们决定开始编写一部旅行工具书来帮助那些背包客们。最后他们终于在自己的餐桌上完成了《孤独星球》的第一本旅行指南《便宜走亚洲》（Across Asia on the Cheap）这本书理所当然的成为了一本澳洲的畅销书。自此开始托尼惠勒和他妻子开始了他们《孤独星球》的事业，全世界的背包客也有了这样一本“圣经”。

## 歷年全球十大旅遊地
| 序号 | 2019年           | 2018年   | 2017年     | 2016年   | 2015年     |
| 1    | 斯里兰卡         | 智利     | 加拿大     | 波札那   | 新加坡     |
| 2    | 德国             | 韓國     | 哥倫比亞   | 日本     | 納米比亞   |
| 3    | 津巴布韦         | 葡萄牙   | 芬蘭       | 美國     | 立陶宛     |
| 4    | 巴拿马           | 吉布地   | 多米尼克   | 帛琉     | 尼加拉瓜   |
| 5    | 吉尔吉斯斯坦     | 纽西兰   | 尼泊爾     | 拉脫維亞 | 愛爾蘭     |
| 6    | 约旦             | 马尔他   | 百慕達     | 澳洲     | 刚果共和国 |
| 7    | 印度尼西亚       | 乔治亚   | 蒙古       | 波蘭     | 塞尔维亚   |
| 8    | 白俄罗斯         | 模里西斯 | 阿曼       | 烏拉圭   | 菲律賓     |
| 9    | 圣多美和普林西比 | 中国     | 緬甸       | 格林蘭   | 聖盧西亞   |
| 10   | 伯利兹           | 南非     | 埃塞爾比亞 | 斐濟     | 摩洛哥     |

## 官方自傳
創立人托尼和莫琳·惠勒著寫了《當我們旅行：〈孤独星球〉的故事》，內容除了講述他們相識和結婚的故事之外，還詳細描繪了他們如何在1972年由伦敦走陸路旅遊至澳洲和後來《孤独星球》成立的故事。

## 相關主題
- 背包客
- 自助旅游
- 《勇闖天涯》：受到《孤獨星球》系列啟發的旅遊節目
- 弗罗默旅行指南

## 外部連結
- 孤独星球官方網站（页面存档备份，存于）（英文）
- Lonely Planet 孤獨星球國際中文版的Facebook專頁
- 孤獨星球- 商業周刊- 商周.com（页面存档备份，存于）